# Вікові сосни
Вікові́ со́сни — ботанічна пам'ятка природи місцевого значення. Розташована на території Уладівської сільської ради Літинського району Вінницької області (Уладівське лісництво кв. 28, виділ 1) поблизу с. Майдан-Бобрик. Оголошена відповідно до Рішення Вінницького облвиконкому від 29.08.1984 р. № 371. Охороняється група вікових дерев сосни звичайної, висотою 20-23 м, діаметром стовбура 72-88 см, вік дерев понад 150 років.